# Uloborus plumipes
Uloborus plumipes es una especie de araña araneomorfa del género Uloborus, familia Uloboridae. Fue descrita científicamente por Lucas en 1846.
Habita en el Viejo Mundo.

## Descripción
Es una araña que crece hasta una longitud de unos 6 mm (0,2 pulgadas). El par de patas delanteras tiene una apariencia desigual con la tibia cubierta de pelos densos, mientras que los segmentos terminales son muy delgados. El color es un tono de marrón grisáceo con motas blancas.

## Distribución
Se distribuye por Europa, África, Yemen, Pakistán, Filipinas. Introducido en Argentina. Se originó en partes más cálidas del Viejo Mundo, donde su hábitat típico se encuentra en el tronco o entre ramitas muertas y ramas de árboles. Se ha extendido a los Países Bajos, Bélgica y otras partes de Europa, donde se encuentra en invernaderos con calefacción. Se registró por primera vez en el Reino Unido en 1992 y desde entonces se ha extendido a muchas áreas, particularmente en el sur y el este. También se encuentra en plantas de interior que crecen en invernaderos en centros de jardinería y es capaz de sobrevivir el invierno en invernaderos que se calientan para mantener una temperatura muy por encima del punto de congelación. Puede realizar una función útil para ayudar a controlar la mosca blanca (Aleyrodidae).

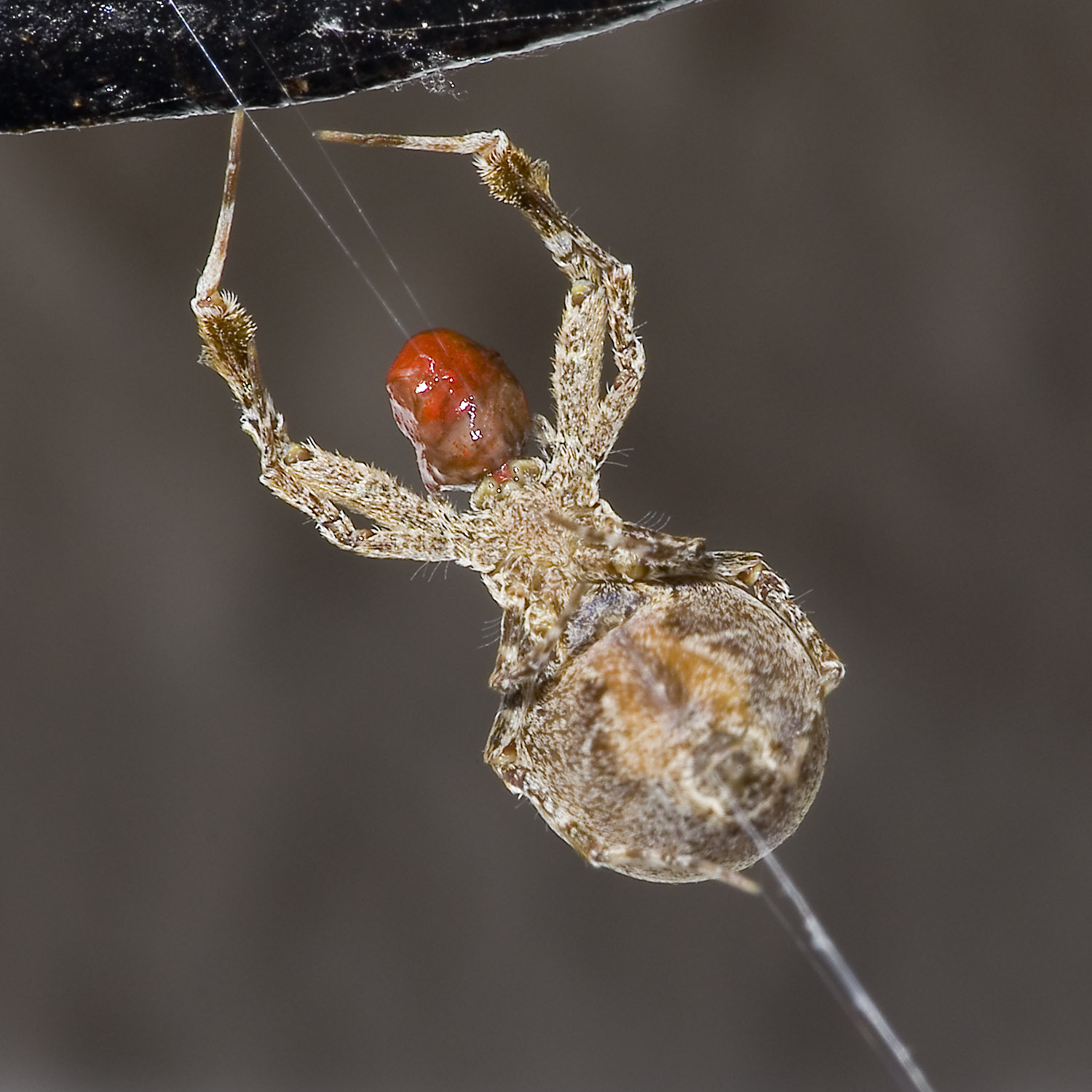
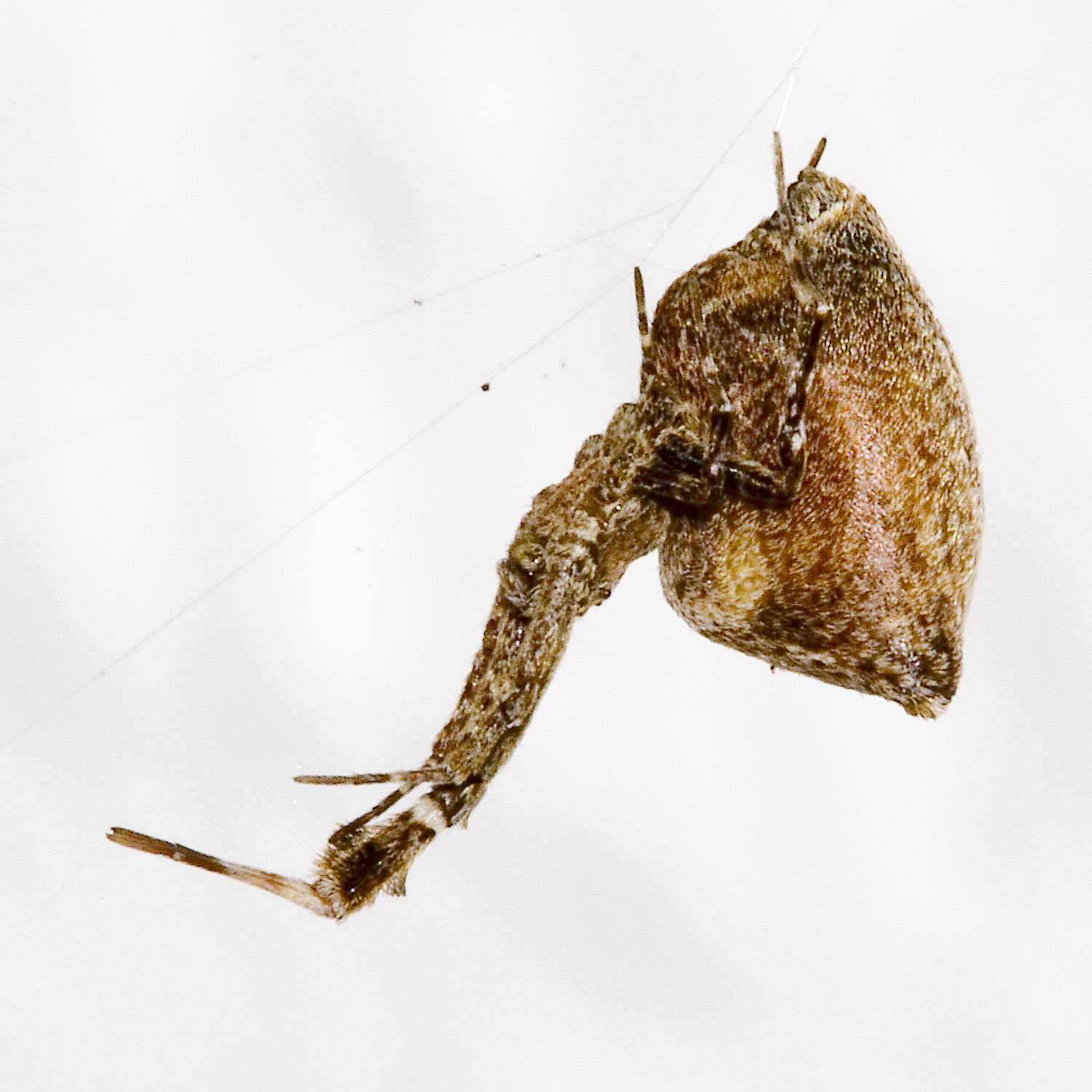
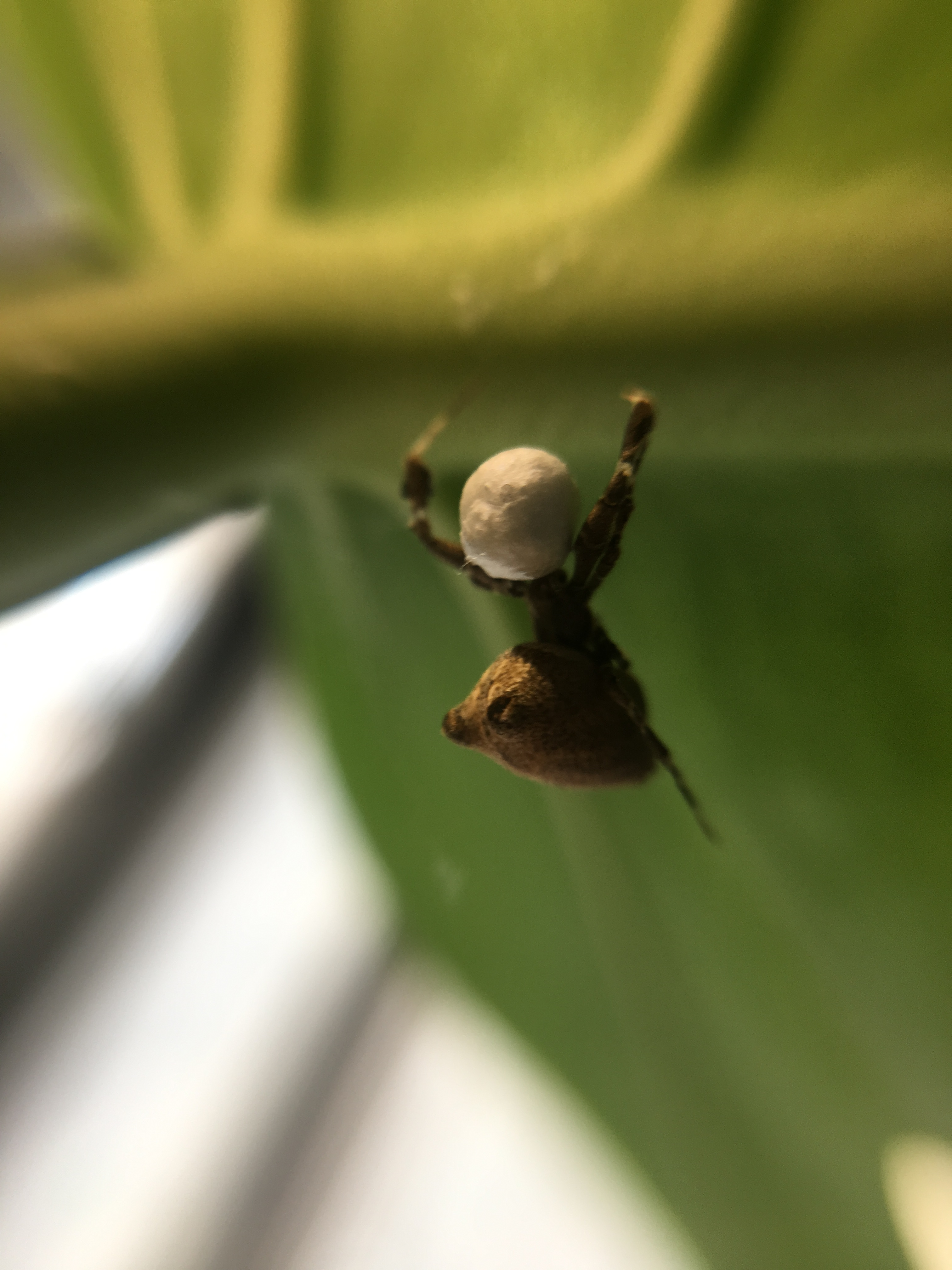
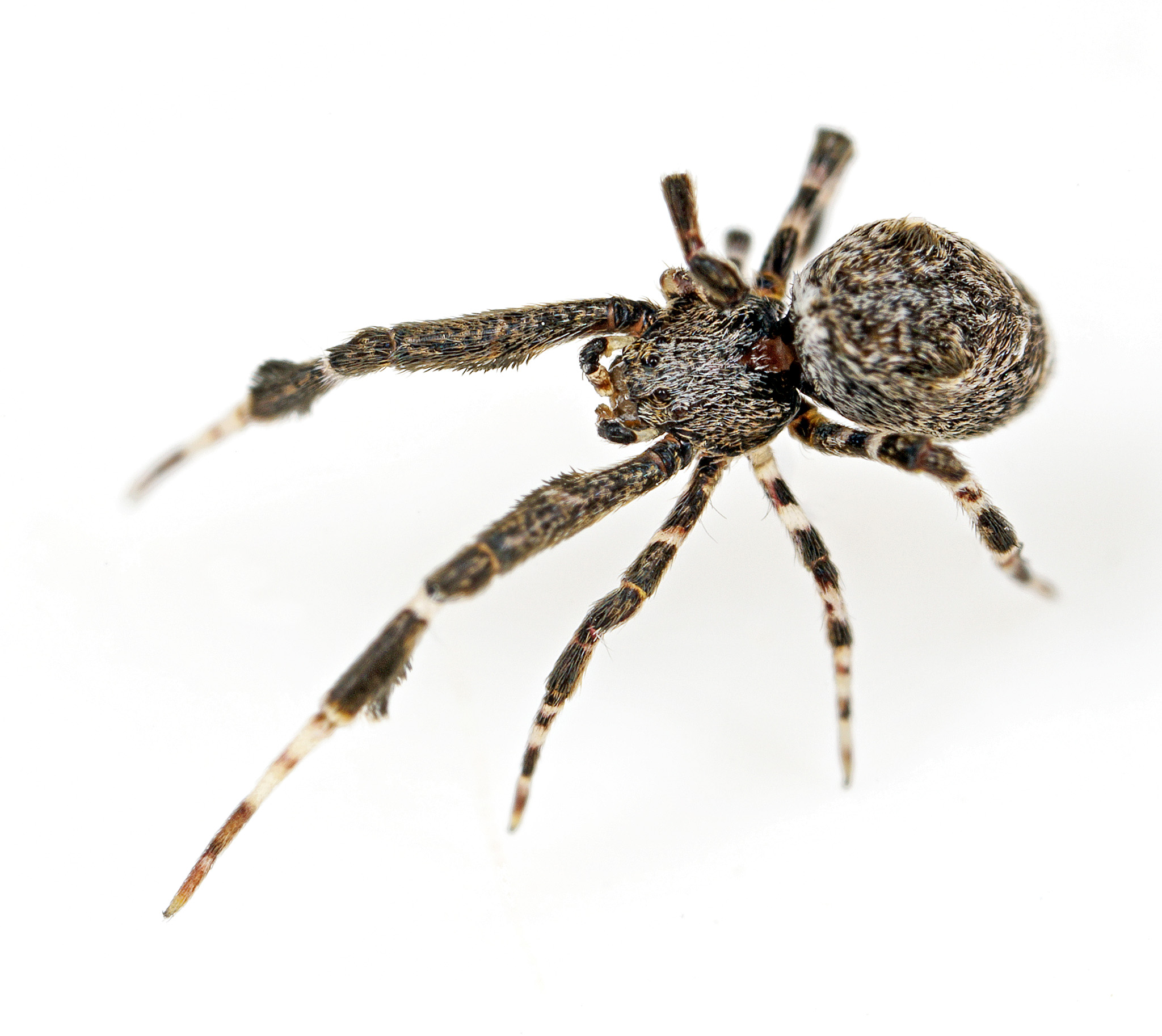